# Lutfulla To'rayev
Lutfulla To'rayev (Muborak, 30 marzo 1988) è un ex calciatore uzbeko, di ruolo centrocampista.

## Carriera

### Club
Ha sempre giocato nel campionato uzbeko.

### Nazionale
Ha esordito in nazionale nel 2010.